# 주 안왕
동주 안왕 희교(東周 安王 姬驕)는 주나라의 33대 왕이다.

## 사적
안왕 16년(기원전 386), 제(齊)나라 대부 전화(田和)를 제나라 제후에 봉하였다.
안왕 26년(기원전 376), 붕어하였다. 아들 희(喜)가 뒤를 이었다.